# Premio Alghero Donna
El Premio Nazionale Alghero Donna di Letteratura e Giornalismo és un premi literari italià establert el 1995 a L'Alguer.
El Premi es va establir l'any 1995 a l'Alguer, a partir d'una idea de l'escriptor i director de la revista cultural Salpare Neria De Giovanni i de Franco Luigi Serio, aleshores director de l'antiga A.A.S.T. (Azienda Autonoma di Soggiorno e Turismo), ara rebatejada com a Fundació Alguer, com a reconeixement reservat a les dones que treballen en el món de la literatura i el periodisme.
El Premi es divideix en el Premi Especial de Ficció, Poesia, Periodisme i Jurat (afegit el 1999) i s'atorga a autors de ficció i poesia en italià i a periodistes italians. Aquests quatre apartats s'han anat complementant amb altres premis, incloent categories internacionals.
Algunes de les autores catalanes que ha reconegut el premi Alghero Donna són Blanca Busquets (2015) i Carla Gracia Mercadé (2016).